# Albert-Schweitzer-Kirche (Berlin-Reinickendorf)

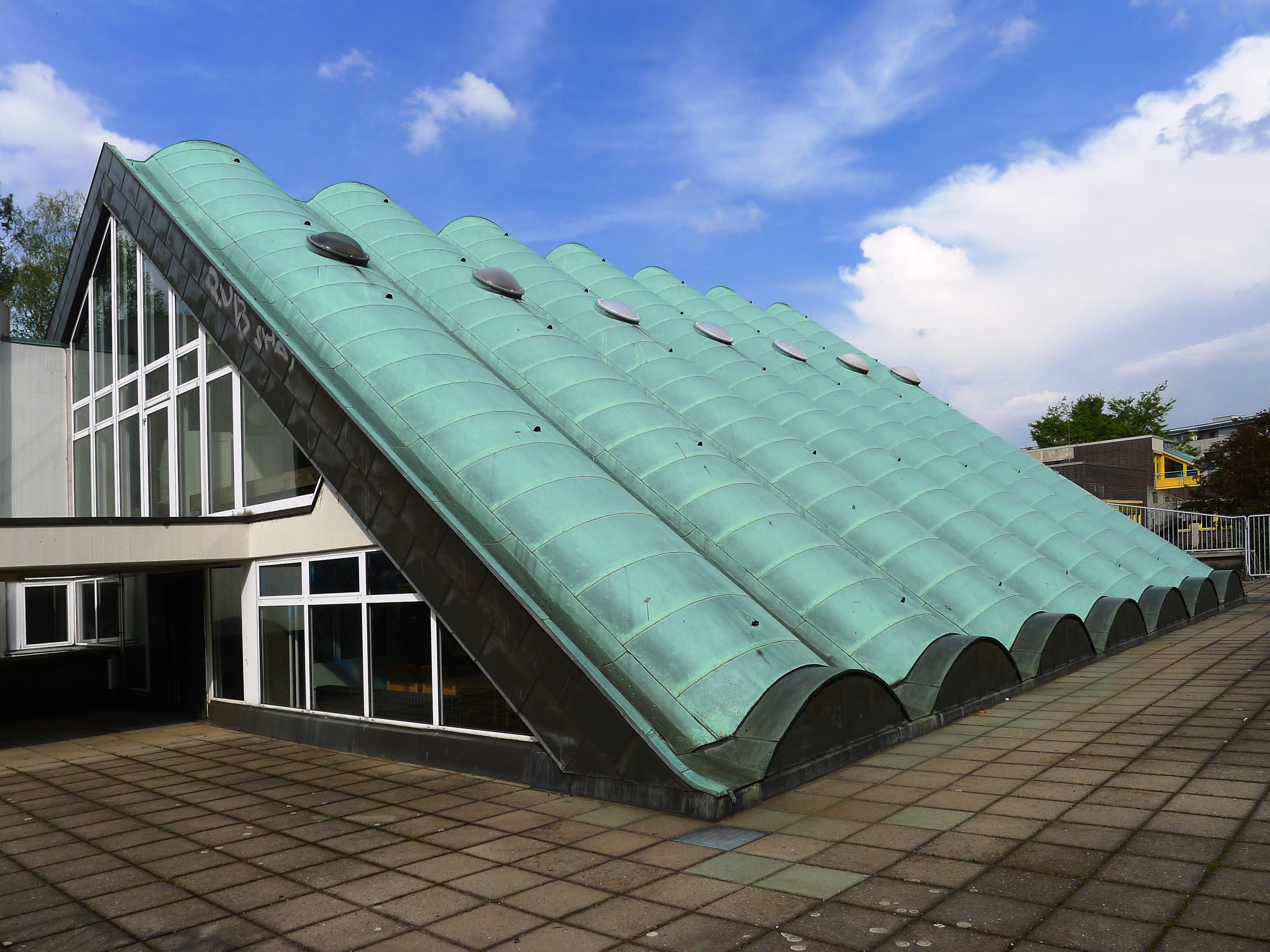
Albert-Schweitzer-Kirche

Die Albert-Schweitzer-Kirche ist eine von Peter Poelzig entworfene evangelische Kirche. Sie steht in der Auguste-Viktoria-Allee 51 im Ortsteil Reinickendorf des gleichnamigen Berliner Bezirkes. Sie wurde in den 1960er Jahren fertiggestellt und nach dem Theologen, Bachforscher und „Urwaldarzt“ Albert Schweitzer benannt. Sie ist neben der Segenskirche eins der beiden Kirchengebäude der Segenskirchengemeinde im Kirchenkreis Reinickendorf, der zum Sprengel Berlin der Evangelischen Kirche Berlin-Brandenburg-schlesische Oberlausitz gehört.

## Geschichte
Die Gemeinde, ursprünglich eine Filiale der Segenskirchengemeinde, wurde 1968 selbstständig. Wegen sinkender Gemeindemitgliederzahlen und aus Sparzwängen sind die beiden Kirchen seit 1998 wieder vereinigt. Das in den Jahren 1966–1968 errichtete Gemeindezentrum wurde am 20. April 1969 eingeweiht.

## Baubeschreibung
Dem Architekten gelang es, das Gebäudeensemble aus dem Gemeindezentrum und dem bereits vorher gebauten Einkaufszentrum städtebaulich zu vereinen. Die Kirche ist ein Massivbau aus Stahlbeton. Ihre Dachkonstruktion aus vorgefertigten kupferbedeckten Schalen bildet ein Satteldach. Auf der Nordseite reichen die Dachteile bis zur Terrasse, die über Freitreppen erreichbar ist. Auf der Südseite sind sie bis auf das Niveau des Souterrains heruntergezogen. An den Giebel des Kirchenschiffs im Osten schließt sich eine Pyramide an, die bis zu den Fensterbändern unterhalb der Dachflächen reicht.
Im verglasten Westgiebel auf der Terrasse befindet sich das Portal der Kirche, dahinter ist die Empore mit einer Orgel angeordnet. Vor der Westfront führt eine Wendeltreppe in einem geschlossenen Betonzylinder vom Souterrain, in dem sich der Kindergarten befindet, bis zur Empore.
An der Straße steht ein niedriger Campanile aus Betonplatten mit Schallschlitzen, in dem eine kleine 1967 von Petit & Gebr. Edelbrock gegossene Bronzeglocke hängt. Sie wiegt 210 kg bei einem Durchmesser von 70 cm und einer Höhe von 63 cm zuzüglich einer Krone von 12 cm. Ihr Schlagton ist des′′.